# Liste der Kulturgüter in Rebstein
Die Liste der Kulturgüter in Rebstein enthält alle Objekte in der Gemeinde Rebstein im Kanton St. Gallen, die gemäss der Haager Konvention zum Schutz von Kulturgut bei bewaffneten Konflikten, dem Bundesgesetz vom 20. Juni 2014 über den Schutz der Kulturgüter bei bewaffneten Konflikten sowie der Verordnung vom 29. Oktober 2014 über den Schutz der Kulturgüter bei bewaffneten Konflikten unter Schutz stehen.
Objekte der Kategorie A sind im Gemeindegebiet nicht ausgewiesen, Objekte der Kategorie B sind vollständig in der Liste enthalten, Objekte der Kategorie C fehlen zurzeit (Stand: 1. Januar 2023).

## Kulturgüter
| Foto |                                                                                 | Objekt                                              | Kat. | Typ | Standort                         | Beschreibung |
| ---- | ------------------------------------------------------------------------------- | --------------------------------------------------- | ---- | --- | -------------------------------- | ------------ |
| BW   | Datei hochladen · Wikidata zu Hardegg, mittelalterliche Burgstelle (Q135812323) | Hardegg, mittelalterliche Burgstelle KGS-Nr.: 01080 | B    | F   | 761624 / 252556                  |              |
| ja   | Datei hochladen · Wikidata zu Katholische Kirche St. Sebastian (Q29786741)      | Katholische Kirche St. Sebastian KGS-Nr.: 08246     | B    | G   | Burgstrasse 17.1 761690 / 251930 |              |
| ja   | Datei hochladen · Wikidata zu Reformierte Kirche (Q29786745)                    | Reformierte Kirche KGS-Nr.: 08247                   | B    | G   | Bergstrasse 10.1 761940 / 252076 |              |
| ja   | Datei hochladen · Wikidata zu Burg Rebstein (Q29786740)                         | Burg KGS-Nr.: 14050                                 | B    | G   | Burgstrasse 4 761709 / 251954    |              |